# 趙昕 (清朝)
赵昕，浙江省余杭县人，清朝地方官。进士出身。

## 生平
順治十八年，登進士。曾于1669年接替余敏任嘉定县知县一职，1675年由陆陇其接任。